# Войводенец
 Тази статия е за селото в Хасковска област.  За местността, вижте Войводенец (местност).  
Войводенец е село в Южна България. То се намира в община Стамболово, област Хасково.